# Handball aux Jeux olympiques d'été de 2008
Navigation
Athènes 2004 Londres 2012
Les tournois masculin et féminin de handball aux Jeux olympiques d'été de 2008, organisés à Pékin (Chine), se sont déroulées du 9 au 24 août 2008 au Gymnase du centre sportif olympique, les finales ayant quant à elles lieu au Palais national omnisports de Pékin. Pour la première fois, l'épreuve féminine comptait, à l'égal des hommes, 12 nations participantes.
Deux nouveaux champions olympiques sont récompensés au terme des tournois : la France chez les hommes et la Norvège chez les femmes. Ces deux équipes domineront le handball mondial au cours des deux prochaines olympiades. Le podium féminin est complété par la Russie et la Corée du Sud qui remporte à cette occasion sa sixième médaille en sept éditions. Dans le tournoi masculin, l'Islande termine pour la première fois sur le podium d'une compétition majeure tandis que l'Espagne remporte sa troisième médaille olympique, à nouveau en bronze.
Chez les femmes, la Norvège, demi-finaliste des 4 éditions auxquelles elle a participé précédemment, remporte son premier titre olympique. Le podium féminin est complété par la Russie, double championne du monde en titre, et par la Corée du Sud qui remporte à cette occasion sa sixième médaille en sept éditions.

## Podiums

### Tournoi masculin
Les médaillés sont :
| Médaille                            | Joueurs | Pays    |
| Médaille d'or, Jeux olympiques      | Luc Abalo, Joël Abati, Cédric Burdet, Didier Dinart, Jérôme Fernandez, Bertrand Gille, Guillaume Gille, Olivier Girault, Michaël Guigou, Nikola Karabatic, Daouda Karaboué, Christophe Kempé, Daniel Narcisse, Thierry Omeyer, Cédric Paty                                                                                             | France  |
| Médaille d'argent, Jeux olympiques  | Sturla Ásgeirsson, Arnór Atlason, Logi Geirsson (en), Snorri Steinn Guðjónsson, Hreiðar Guðmundsson (en), Róbert Gunnarsson, Björgvin Páll Gústavsson, Ásgeir Örn Hallgrímsson, Ingimundur Ingimundarson (en), Sverre Andreas Jakobsson (en), Alexander Petersson, Guðjón Valur Sigurðsson, Sigfús Sigurðsson (en) , Ólafur Stefánsson | Islande |
| Médaille de bronze, Jeux olympiques | David Barrufet, Ion Belaustegui, David Davis, Alberto Entrerríos, Raúl Entrerríos, Rubén Garabaya, Juanín García, José Javier Hombrados, Demetrio Lozano, Cristian Malmagro, Carlos Prieto, Albert Rocas, Iker Romero, Víctor Tomás | Espagne |

### Tournoi féminin
Les médaillées sont :
| Médaille                            | Joueuses | Pays         |
| Médaille d'or, Jeux olympiques      | Ragnhild Aamodt, Karoline Dyhre Breivang, Marit Malm Frafjord, Gro Hammerseng, Katrine Lunde Haraldsen, Kari Aalvik Grimsbø, Kari Mette Johansen, Tonje Larsen, Kristine Lunde, Else-Marthe Sørlie-Lybekk, Tonje Nøstvold, Katja Nyberg, Linn-Kristin Riegelhuth, Gøril Snorroeggen | Norvège      |
| Médaille d'argent, Jeux olympiques  | Ekaterina Andriouchina, Irina Bliznova, Elena Dmitrieva, Anna Kareïeva, Ekaterina Marennikova, Elena Polenova, Irina Poltoratskaïa, Lioudmila Postnova, Oksana Romenskaïa, Natalia Chipilova, Maria Sidorova, Inna Souslina, Emilia Toureï, Iana Ouskova                            | Russie       |
| Médaille de bronze, Jeux olympiques | An Jung-hwa, Bae Min-hee, Choi Im-jeong, Hong Jeong-ho, Huh Soon-young, Kim Cha-youn, Kim Nam-sun, Kim O-na, Lee Min-hee, Moon Pil-hee, Oh Seong-ok, Oh Yong-ran, Park Chung-hee, Song Hai-rim                                                                                      | Corée du Sud |

## Qualifications

### Hommes
| Compétition                                  | Date                                    | Lieu           | Place(s)  | Qualifiés           |
| -------------------------------------------- | --------------------------------------- | -------------- | --------- | ------------------- |
| Pays organisateur                            | -                                       | -              | 1         | Chine               |
| Championnat du monde 2007                    | 19 janvier au 4 février 2007            | Allemagne      | 1         | Allemagne           |
| Jeux panaméricains de 2007 (en)              | 14 au 29 juillet 2007                   | Rio de Janeiro | 1         | Brésil              |
| Championnat d'Afrique des nations 2008       | 10 au 17 janvier 2008                   | Angola         | 1         | Égypte              |
| Championnat d'Europe 2008                    | 17 au 27 janvier 2008                   | Norvège        | 1         | Danemark            |
| Tournois asiatiques de qualification         | 1er au 6 septembre 2007 30 janvier 2008 | Toyota Tokyo   | 1         | Koweït Corée du Sud |
| Tournois mondiaux de qualification olympique | 30 mai au 1er juin 2008                 | Pologne        | 2         | Pologne, Islande    |
| Tournois mondiaux de qualification olympique | 30 mai au 1er juin 2008                 | France         | 2         | France, Espagne     |
| Tournois mondiaux de qualification olympique | 30 mai au 1er juin 2008                 | Croatie        | 2         | Croatie, Russie     |
| Total                                        | Total                                   | Total          | 12 places | 12 places           |

### Femmes
| Compétition                                  | Date                  | Lieu       | Place(s)  | Qualifiés            |
| -------------------------------------------- | --------------------- | ---------- | --------- | -------------------- |
| Pays organisateur                            | -                     | -          | 1         | Chine                |
| Championnat d'Europe 2006                    | 7 au 17 décembre 2006 | Suède      | 1         | Norvège              |
| Jeux panaméricains de 2007 (en)              | 14 au 29 juillet 2007 | Brésil     | 1         | Brésil               |
| Tournoi asiatique de qualification           | 25 au 29 août 2007    | Kazakhstan | 1         | Kazakhstan           |
| Championnat du monde 2007                    | 2 au 16 décembre 2007 | France     | 1         | Russie               |
| Championnat d'Afrique des nations 2008       | 8 au 17 janvier 2008  | Angola     | 1         | Angola               |
| Tournois mondiaux de qualification olympique | 28 au 30 mars 2008    | Allemagne  | 2         | Allemagne, Suède     |
| Tournois mondiaux de qualification olympique | 28 au 30 mars 2008    | Roumanie   | 2         | Roumanie, Hongrie    |
| Tournois mondiaux de qualification olympique | 28 au 30 mars 2008    | France     | 2         | France, Corée du Sud |
| Total                                        | Total                 | Total      | 12 places | 12 places            |

## Tournoi olympique masculin

### Modalités
Les douze équipes qualifiées sont réparties dans deux poules de six équipes. Chaque équipe se rencontre une fois.
Les quatre premières équipes de chaque groupe sont qualifiées pour les quarts de finale.

### Tour préliminaire

#### Groupe A
|   | Équipe  | Pts | J | G | N | P | Bp  | Bc  | Diff |  | Résultats |  |       |       |       |       |       |
| - | ------- | --- | - | - | - | - | --- | --- | ---- |  | --------- |  | ----- | ----- | ----- | ----- | ----- |
| 1 | France  | 9   | 5 | 4 | 1 | 0 | 148 | 115 | 33   |  | France    |  | 30-30 | 23-19 | 28-21 | 34-26 | 33-19 |
| 2 | Pologne | 7   | 5 | 3 | 1 | 1 | 147 | 138 | 9    |  | Pologne   |  |       | 27-24 | 29-30 | 28-25 | 33-19 |
| 3 | Croatie | 6   | 5 | 3 | 0 | 2 | 140 | 115 | 25   |  | Croatie   |  |       |       | 31-29 | 33-14 | 33-22 |
| 4 | Espagne | 6   | 5 | 3 | 0 | 2 | 152 | 145 | 7    |  | Espagne   |  |       |       |       | 36-35 | 36-22 |
| 5 | Brésil  | 2   | 5 | 1 | 0 | 4 | 129 | 153 | -24  |  | Brésil    |  |       |       |       |       | 29-22 |
| 6 | Chine   | 0   | 5 | 0 | 0 | 5 | 104 | 164 | -60  |  | Chine     |  |       |       |       |       |       |

#### Groupe B
|   | Équipe       | Pts | J | G | N | P | Bp  | Bc  | Diff |  | Résultats    |  |       |       |       |       |       |
| - | ------------ | --- | - | - | - | - | --- | --- | ---- |  | ------------ |  | ----- | ----- | ----- | ----- | ----- |
| 1 | Corée du Sud | 6   | 5 | 3 | 0 | 2 | 122 | 129 | -7   |  | Corée du Sud |  | 31-30 | 22-21 | 22-27 | 23-27 | 24-22 |
| 2 | Danemark     | 6   | 5 | 2 | 2 | 1 | 137 | 131 | 6    |  | Danemark     |  |       | 32-32 | 25-24 | 15-12 | 23-23 |
| 3 | Islande      | 6   | 5 | 2 | 2 | 1 | 151 | 146 | 5    |  | Islande      |  |       |       | 33-31 | 33-29 | 32-32 |
| 4 | Russie       | 5   | 5 | 2 | 1 | 2 | 136 | 131 | 5    |  | Russie       |  |       |       |       | 24-24 | 28-27 |
| 5 | Allemagne    | 5   | 5 | 2 | 1 | 2 | 126 | 130 | -4   |  | Allemagne    |  |       |       |       |       | 25-23 |
| 6 | Égypte       | 2   | 5 | 0 | 2 | 3 | 127 | 132 | -5   |  | Égypte       |  |       |       |       |       |       |

La Corée du Sud devance le Danemark et l'Islande grâce à ses victoires face à ces deux pays tandis que le Danemark et l'Islande sont départagés à la différence de but générale. De même, la Russie et l'Allemagne sont départagés à la différence de but générale.

### Phases finales

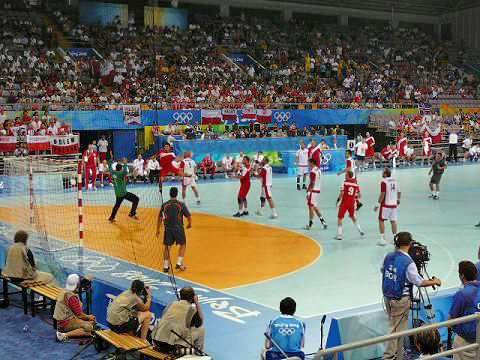
Quart de finale entre la et l'.

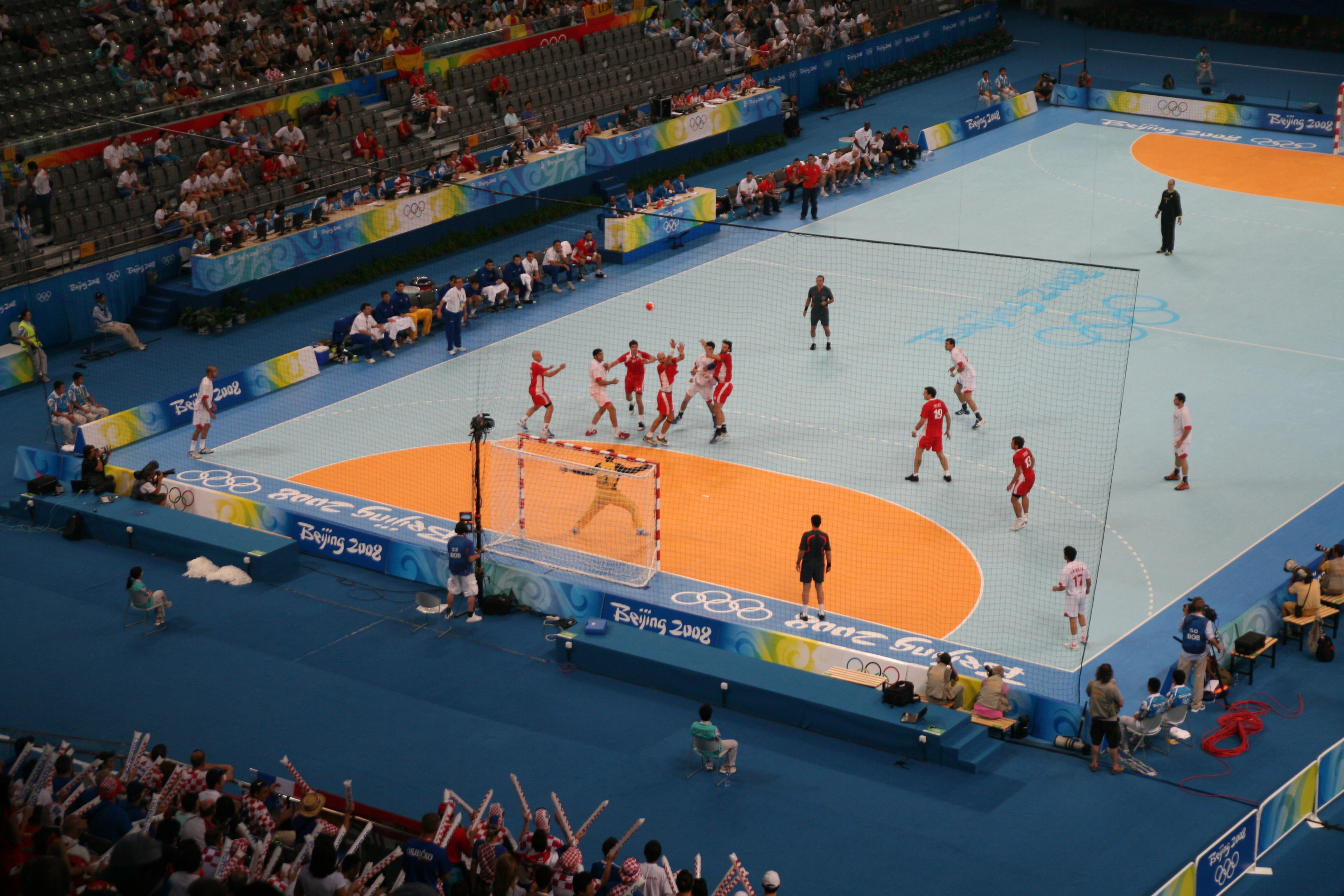
Match pour la 3e place entre la et l'.

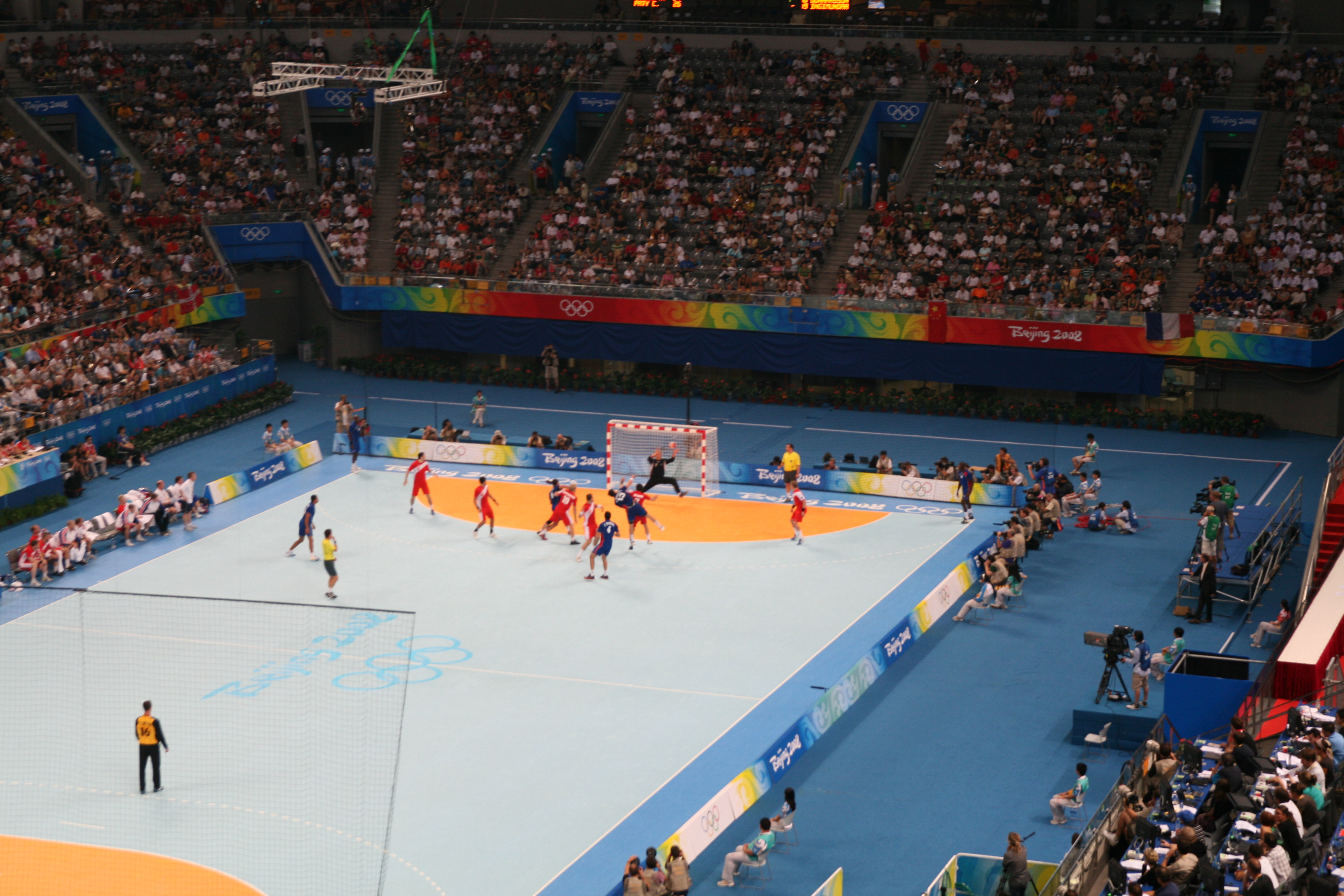
Finale entre la et l'.

|  | Quarts de finale  | Quarts de finale |         |         | Demi-finales           | Demi-finales           |    |  | Finale  | Finale  |
|  | Quarts de finale  | Quarts de finale |         |         | Demi-finales           | Demi-finales           |    |  | Finale  | Finale  |
|  |                   |                  |         |         |                        |                        |    |  |         |         |
|  | 20 août           | 20 août          |         |         | 22 août                | 22 août                |    |  | 24 août | 24 août |
|  | 20 août           | 20 août          |         |         | 22 août                | 22 août                |    |  | 24 août | 24 août |
|  | [A2] Pologne      | 30               |         |         | 22 août                | 22 août                |    |  | 24 août | 24 août |
|  | [A2] Pologne      | 30               |         |         | 22 août                | 22 août                |    |  | 24 août | 24 août |
|  | [B3] Islande      | 32               |         |         | 22 août                | 22 août                |    |  | 24 août | 24 août |
|  | [B3] Islande      | 32               | Islande | 36      |                        |                        |    |  | 24 août | 24 août |
|  | 20 août           |                  | Islande | 36      |                        |                        |    |  | 24 août | 24 août |
|  |                   | Espagne          | 30      |         |                        |                        |    |  | 24 août | 24 août |
|  | [B1] Corée du Sud | Espagne          | 30      | 24      |                        |                        |    |  | 24 août | 24 août |
|  | [B1] Corée du Sud |                  |         | 24      |                        |                        |    |  | 24 août | 24 août |
|  | [A4] Espagne      | 29               |         |         |                        |                        |    |  | 24 août | 24 août |
|  | [A4] Espagne      | 29               | Islande | 23      |                        |                        |    |  |         |         |
|  | 20 août           |                  | Islande | 23      |                        |                        |    |  |         |         |
|  |                   | France           | 28      |         |                        |                        |    |  |         |         |
|  | [B2] Danemark     | France           | 28      | 24      |                        |                        |    |  |         |         |
|  | [B2] Danemark     | 22 août          |         | 24      |                        |                        |    |  |         |         |
|  | [A3] Croatie      | 26               |         |         |                        |                        |    |  |         |         |
|  | [A3] Croatie      | 26               | Croatie | 23      |                        |                        |    |  |         |         |
|  | 20 août           | 20 août          | Croatie | 23      | Match pour la 3e place | Match pour la 3e place |    |  |         |         |
|  | 20 août           | 20 août          |         | France  | Match pour la 3e place | Match pour la 3e place | 25 |  |         |         |
|  | [A1] France       | 27               | 24 août | 24 août |                        |                        | 25 |  |         |         |
|  | [A1] France       | 27               | 24 août | 24 août |                        |                        |    |  |         |         |
|  | [B4] Russie       | 24               |         | Espagne | 35                     |                        |    |  |         |         |
|  | [B4] Russie       | 24               |         | Espagne | 35                     |                        |    |  |         |         |
|  |                   |                  |         |         |                        |                        |    |  | Croatie | 29      |
|  |                   |                  |         |         |                        |                        |    |  | Croatie | 29      |

### Matchs de classement
|  | Demi-finales de classement | Demi-finales de classement |                        |    | Match pour la 5e place | Match pour la 5e place |
|  | Demi-finales de classement | Demi-finales de classement |                        |    | Match pour la 5e place | Match pour la 5e place |
|  |                            |                            |                        |    |                        |                        |
|  | 22 août                    | 22 août                    |                        |    | 24 août                | 24 août                |
|  | 22 août                    | 22 août                    |                        |    | 24 août                | 24 août                |
|  | Russie                     | 28                         |                        |    | 24 août                | 24 août                |
|  | Russie                     | 28                         |                        |    | 24 août                | 24 août                |
|  | Danemark                   | 27                         |                        |    | 24 août                | 24 août                |
|  | Danemark                   | 27                         | Russie                 | 28 |                        |                        |
|  | 22 août                    |                            | Russie                 | 28 |                        |                        |
|  |                            | Pologne                    | 29                     |    |                        |                        |
|  | Pologne                    | Pologne                    | 29                     | 29 |                        |                        |
|  | Pologne                    |                            |                        | 29 |                        |                        |
|  | Corée du Sud               | 26                         |                        |    |                        |                        |
|  | Corée du Sud               | 26                         | Match pour la 7e place |    |                        |                        |
|  |                            |                            |                        |    |                        |                        |
|  | 24 août                    |                            |                        |    |                        |                        |
|  |                            |                            |                        |    |                        |                        |
|  | Danemark                   | 37                         |                        |    |                        |                        |
|  | Danemark                   | 37                         |                        |    |                        |                        |
|  | Corée du Sud               | 26                         |                        |    |                        |                        |
|  | Corée du Sud               | 26                         |                        |    |                        |                        |

### Classement final
| Rang                                | Équipe       | V | N | D | Bp  | Bc  | Diff |  |
| ----------------------------------- | ------------ | - | - | - | --- | --- | ---- |  |
| Médaille d'or, Jeux olympiques      | France       | 7 | 1 | 0 | 228 | 185 | 43   |  |
| Médaille d'argent, Jeux olympiques  | Islande      | 4 | 2 | 2 | 242 | 234 | 8    |  |
| Médaille de bronze, Jeux olympiques | Espagne      | 5 | 0 | 3 | 245 | 234 | 11   |  |
| 4                                   | Croatie      | 4 | 0 | 4 | 218 | 198 | 20   |  |
|                                     |              |   |   |   |     |     |      |  |
| 5                                   | Pologne      | 5 | 1 | 2 | 235 | 214 | 21   |  |
| 6                                   | Russie       | 3 | 1 | 4 | 214 | 214 | 0    |  |
| 7                                   | Danemark     | 3 | 2 | 3 | 213 | 202 | 11   |  |
| 8                                   | Corée du Sud | 3 | 0 | 5 | 198 | 222 | -24  |  |
|                                     |              |   |   |   |     |     |      |  |
| 9                                   | Allemagne    | 2 | 1 | 2 | 117 | 118 | -1   |  |
| 10                                  | Égypte       | 1 | 0 | 4 | 129 | 153 | -24  |  |
| 11                                  | Brésil       | 0 | 2 | 3 | 127 | 132 | -5   |  |
| 12                                  | Chine        | 0 | 0 | 5 | 104 | 164 | -60  |  |

### Statistiques et récompenses
L'équipe du tournoi, appelée aussi « all star team », désigne les sept meilleurs joueurs du tournoi à leur poste respectif. Elle est composée de, :
- Meilleur gardien : Thierry Omeyer,  France
- Meilleur ailier gauche : Guðjón Valur Sigurðsson,  Islande
- Meilleur arrière gauche : Daniel Narcisse,  France
- Meilleur demi-centre : Snorri Steinn Guðjónsson,  Islande
- Meilleur pivot : Bertrand Gille,  France
- Meilleur arrière droit : Ólafur Stefánsson,  Islande
- Meilleur ailier droit : Albert Rocas,  Espagne

| Rang | Joueur                   | Nation    | Buts | Tirs | %      | 7 m   | MJ | BPM |
| ---- | ------------------------ | --------- | ---- | ---- | ------ | ----- | -- | --- |
| 1    | Juanín García            | Espagne   | 49   | 65   | 75,4 % | 16/22 | 8  | 6,1 |
| 2    | Snorri Steinn Guðjónsson | Islande   | 48   | 77   | 62,3 % | 21/26 | 8  | 6,0 |
| 3    | Guðjón Valur Sigurðsson  | Islande   | 43   | 66   | 65,2 % |       | 8  | 5,4 |
| 4    | Lars Christiansen        | Danemark  | 42   | 59   | 71,2 % | 8/12  | 8  | 5,3 |
| 5    | Michael Kraus            | Allemagne | 38   | 65   | 58,5 % | 5/5   | 5  | 7,6 |
| 6    | Mariusz Jurasik          | Pologne   | 37   | 59   | 62,7 % | -     | 8  | 4,6 |
| 6    | Nikola Karabatic         | France    | 37   | 69   | 53,6 % | 2/3   | 8  | 4,6 |
| 8    | Jesper Nøddesbo          | Danemark  | 36   | 47   | 76,6 % | -     | 8  | 4,5 |
| 8    | Konstantine Igropoulo    | Russie    | 36   | 63   | 57,1 % | 11/13 | 8  | 4,5 |
| 10   | Bertrand Gille           | France    | 35   | 48   | 72,9 % | -     | 8  | 4,4 |
| 10   | Albert Rocas             | Espagne   | 35   | 54   | 64,8 % | 4/5   | 8  | 4,4 |
| 10   | Daniel Narcisse          | France    | 35   | 69   | 50,7 % | -     | 8  | 4,4 |

| Rang | Joueur                   | Nation    | %      | Arrêts | Tirs | MJ | APM  |
| ---- | ------------------------ | --------- | ------ | ------ | ---- | -- | ---- |
| 1    | Johannes Bitter          | Allemagne | 41,2 % | 70     | 170  | 5  | 14,0 |
| 1    | Thierry Omeyer           | France    | 41,2 % | 84     | 204  | 8  | 10,5 |
| 3    | Mohamed Nakib            | Égypte    | 39,6 % | 59     | 149  | 5  | 11,8 |
| 4    | Sławomir Szmal           | Pologne   | 37,4 % | 85     | 227  | 8  | 10,6 |
| 5    | Oleg Grams               | Russie    | 36,4 % | 91     | 250  | 8  | 11,4 |
| 6    | Kasper Hvidt             | Danemark  | 36,2 % | 94     | 260  | 8  | 11,8 |
| 7    | Alexeï Kostigov          | Russie    | 36,0 % | 31     | 86   | 8  | 3,9  |
| 8    | Maik Santos              | Brésil    | 35,9 % | 52     | 145  | 5  | 10,4 |
| 9    | David Barrufet           | Espagne   | 35,8 % | 59     | 165  | 8  | 7,4  |
| 10   | Björgvin Páll Gústavsson | Islande   | 33,2 % | 75     | 226  | 8  | 9,4  |

## Tournoi olympique féminin

### Modalités
Les douze équipes qualifiées sont réparties dans deux poules de six équipes. Chaque équipe se rencontre une fois.
Les quatre premières équipes de chaque groupe sont qualifiées pour les quarts de finale.

### Tour préliminaire

#### Groupe A
|   | Équipe     | Pts | J | G | N | P | Bp  | Bc  | Diff | Dép |
| - | ---------- | --- | - | - | - | - | --- | --- | ---- | --- |
| 1 | Norvège    | 10  | 5 | 5 | 0 | 0 | 154 | 106 | 48   | /   |
| 2 | Roumanie   | 8   | 5 | 4 | 0 | 1 | 150 | 112 | 38   | /   |
| 3 | Chine      | 4   | 5 | 2 | 0 | 3 | 122 | 135 | -13  | +3  |
| 4 | France     | 4   | 5 | 2 | 0 | 3 | 121 | 128 | -7   | -3  |
| 5 | Kazakhstan | 3   | 5 | 1 | 1 | 3 | 109 | 137 | -28  | /   |
| 6 | Angola     | 1   | 5 | 0 | 1 | 4 | 109 | 147 | -38  | /   |

#### Groupe B
|   | Équipe       | Pts | J | G | N | P | Bp  | Bc  | Diff |
| - | ------------ | --- | - | - | - | - | --- | --- | ---- |
| 1 | Russie       | 9   | 5 | 4 | 1 | 0 | 148 | 125 | 23   |
| 2 | Corée du Sud | 7   | 5 | 3 | 1 | 1 | 155 | 127 | 28   |
| 3 | Hongrie      | 6   | 5 | 2 | 2 | 1 | 129 | 142 | -13  |
| 4 | Suède        | 4   | 5 | 2 | 0 | 3 | 123 | 137 | -14  |
| 5 | Brésil       | 3   | 5 | 1 | 1 | 3 | 124 | 137 | -13  |
| 6 | Allemagne    | 2   | 5 | 1 | 0 | 4 | 123 | 134 | -11  |

### Phases finales
|  | Quarts de finale  | Quarts de finale |              |              | Demi-finales           | Demi-finales           |    |  | Finale  | Finale  |
|  | Quarts de finale  | Quarts de finale |              |              | Demi-finales           | Demi-finales           |    |  | Finale  | Finale  |
|  |                   |                  |              |              |                        |                        |    |  |         |         |
|  | 19 août           | 19 août          |              |              | 21 août                | 21 août                |    |  | 23 août | 23 août |
|  | 19 août           | 19 août          |              |              | 21 août                | 21 août                |    |  | 23 août | 23 août |
|  | [A2] Roumanie     | 30               |              |              | 21 août                | 21 août                |    |  | 23 août | 23 août |
|  | [A2] Roumanie     | 30               |              |              | 21 août                | 21 août                |    |  | 23 août | 23 août |
|  | [B3] Hongrie      | 34               |              |              | 21 août                | 21 août                |    |  | 23 août | 23 août |
|  | [B3] Hongrie      | 34               | Hongrie      | 20           |                        |                        |    |  | 23 août | 23 août |
|  | 19 août           |                  | Hongrie      | 20           |                        |                        |    |  | 23 août | 23 août |
|  |                   | Russie           | 22           |              |                        |                        |    |  | 23 août | 23 août |
|  | [B1] Russie       | Russie           | 22           | 32a2p        |                        |                        |    |  | 23 août | 23 août |
|  | [B1] Russie       |                  |              | 32a2p        |                        |                        |    |  | 23 août | 23 août |
|  | [A4] France       | 31               |              |              |                        |                        |    |  | 23 août | 23 août |
|  | [A4] France       | 31               | Russie       | 27           |                        |                        |    |  |         |         |
|  | 19 août           |                  | Russie       | 27           |                        |                        |    |  |         |         |
|  |                   | Norvège          | 34           |              |                        |                        |    |  |         |         |
|  | [B2] Corée du Sud | Norvège          | 34           | 31           |                        |                        |    |  |         |         |
|  | [B2] Corée du Sud | 21 août          |              | 31           |                        |                        |    |  |         |         |
|  | [A3] Chine        | 23               |              |              |                        |                        |    |  |         |         |
|  | [A3] Chine        | 23               | Corée du Sud | 28           |                        |                        |    |  |         |         |
|  | 19 août           | 19 août          | Corée du Sud | 28           | Match pour la 3e place | Match pour la 3e place |    |  |         |         |
|  | 19 août           | 19 août          |              | Norvège      | Match pour la 3e place | Match pour la 3e place | 29 |  |         |         |
|  | [A1] Norvège      | 31               | 23 août      | 23 août      |                        |                        | 29 |  |         |         |
|  | [A1] Norvège      | 31               | 23 août      | 23 août      |                        |                        |    |  |         |         |
|  | [B4] Suède        | 24               |              | Corée du Sud | 33                     |                        |    |  |         |         |
|  | [B4] Suède        | 24               |              | Corée du Sud | 33                     |                        |    |  |         |         |
|  |                   |                  |              |              |                        |                        |    |  | Hongrie | 28      |
|  |                   |                  |              |              |                        |                        |    |  | Hongrie | 28      |

### Matchs de classement
|  | Demi-finales de classement | Demi-finales de classement |                        |    | Match pour la 5e place | Match pour la 5e place |
|  | Demi-finales de classement | Demi-finales de classement |                        |    | Match pour la 5e place | Match pour la 5e place |
|  |                            |                            |                        |    |                        |                        |
|  | 21 août                    | 21 août                    |                        |    | 23 août                | 23 août                |
|  | 21 août                    | 21 août                    |                        |    | 23 août                | 23 août                |
|  | Suède                      | 19                         |                        |    | 23 août                | 23 août                |
|  | Suède                      | 19                         |                        |    | 23 août                | 23 août                |
|  | Chine                      | 20                         |                        |    | 23 août                | 23 août                |
|  | Chine                      | 20                         | Chine                  | 23 |                        |                        |
|  | 22 août                    |                            | Chine                  | 23 |                        |                        |
|  |                            | France                     | 31                     |    |                        |                        |
|  | Roumanie                   | France                     | 31                     | 34 |                        |                        |
|  | Roumanie                   |                            |                        | 34 |                        |                        |
|  | France                     | 36ap                       |                        |    |                        |                        |
|  | France                     | 36ap                       | Match pour la 7e place |    |                        |                        |
|  |                            |                            |                        |    |                        |                        |
|  | 23 août                    |                            |                        |    |                        |                        |
|  |                            |                            |                        |    |                        |                        |
|  | Suède                      | 30                         |                        |    |                        |                        |
|  | Suède                      | 30                         |                        |    |                        |                        |
|  | Roumanie                   | 34                         |                        |    |                        |                        |
|  | Roumanie                   | 34                         |                        |    |                        |                        |

### Classement final
| Rang                                | Équipe       | V | N | D | Bp  | Bc  | Diff |  |
| ----------------------------------- | ------------ | - | - | - | --- | --- | ---- |  |
| Médaille d'or, Jeux olympiques      | Norvège      | 8 | 0 | 0 | 248 | 185 | 63   |  |
| Médaille d'argent, Jeux olympiques  | Russie       | 6 | 1 | 1 | 229 | 210 | 19   |  |
| Médaille de bronze, Jeux olympiques | Corée du Sud | 5 | 1 | 2 | 247 | 207 | 40   |  |
| 4                                   | Hongrie      | 3 | 1 | 4 | 211 | 227 | -16  |  |
|                                     |              |   |   |   |     |     |      |  |
| 5                                   | France       | 4 | 0 | 4 | 219 | 217 | 2    |  |
| 6                                   | Chine        | 3 | 0 | 5 | 188 | 216 | -28  |  |
| 7                                   | Roumanie     | 5 | 0 | 3 | 248 | 212 | 36   |  |
| 8                                   | Suède        | 2 | 0 | 6 | 196 | 222 | -26  |  |
|                                     |              |   |   |   |     |     |      |  |
| 9                                   | Brésil       | 1 | 1 | 3 | 124 | 137 | -13  |  |
| 10                                  | Kazakhstan   | 1 | 1 | 3 | 109 | 137 | -28  |  |
| 11                                  | Allemagne    | 1 | 0 | 4 | 123 | 134 | -11  |  |
| 12                                  | Angola       | 0 | 1 | 4 | 109 | 147 | -38  |  |

### Statistiques et récompenses
L'équipe du tournoi, appelée aussi « all star team », désigne les sept meilleures joueuses du tournoi à leurs postes respectifs.
Elle est composée de :
- Meilleure gardienne : Katrine Lunde,  Norvège
- Meilleure ailière gauche : Orsolya Vérten,  Hongrie
- Meilleure arrière gauche : Lioudmila Postnova,  Russie
- Meilleure demi-centre : Oh Seong-ok,  Corée du Sud
- Meilleure pivot : Else-Marthe Sørlie-Lybekk,  Norvège
- Meilleure arrière droit : Irina Bliznova,  Russie
- Meilleure ailière droite : Ramona Maier,  Roumanie

| Rang | Joueuse             | Nation       | Buts | Tirs | %      | 7 m   | MJ | BPM |
| ---- | ------------------- | ------------ | ---- | ---- | ------ | ----- | -- | --- |
| 1    | Ramona Maier        | Roumanie     | 56   | 78   | 71,8 % | 20/25 | 8  | 7,0 |
| 2    | Anita Görbicz       | Hongrie      | 49   | 105  | 46,7 % | 15/25 | 8  | 6,1 |
| 3    | Hong Jeong-ho       | Corée du Sud | 44   | 66   | 66,7 % | 28/33 | 8  | 5,5 |
| 4    | Moon Pil-hee        | Corée du Sud | 42   | 83   | 50,6 % | -     | 8  | 5,3 |
| 5    | Johanna Ahlm        | Suède        | 40   | 95   | 42,1 % | 10/16 | 8  | 5,0 |
| 6    | Park Chung-hee      | Corée du Sud | 37   | 62   | 59,7 % | -     | 8  | 4,6 |
| 6    | Lioudmila Postnova  | Russie       | 37   | 76   | 48,7 % | -     | 8  | 4,6 |
| 8    | Irina Bliznova      | Russie       | 36   | 70   | 51,4 % | 3/7   | 8  | 4,5 |
| 9    | Liu Yun             | Chine        | 35   | 49   | 71,4 % | 18/25 | 8  | 4,4 |
| 10   | Ionela Stanca-Gâlcă | Roumanie     | 33   | 41   | 80,5 % | -     | 8  | 4,1 |
| 10   | Linnea Torstenson   | Suède        | 33   | 90   | 36,7 % | -     | 8  | 4,1 |

| Rang | Joueuse               | Nation       | %      | Arrêts | Tirs | MJ | APM  |
| ---- | --------------------- | ------------ | ------ | ------ | ---- | -- | ---- |
| 1    | Katrine Lunde         | Norvège      | 42,4 % | 120    | 283  | 8  | 15,0 |
| 2    | Amandine Leynaud      | France       | 39,6 % | 38     | 96   | 8  | 4,8  |
| 3    | Valérie Nicolas       | France       | 39,8 % | 105    | 264  | 8  | 13,1 |
| 4    | Luminița Dinu-Huțupan | Roumanie     | 39,1 % | 97     | 248  | 8  | 12,1 |
| 5    | Lee Min-hee           | Corée du Sud | 37,9 % | 36     | 95   | 8  | 4,5  |
| 6    | Inna Souslina         | Russie       | 37,3 % | 59     | 158  | 8  | 7,4  |
| 7    | Clara Woltering       | Allemagne    | 36,4 % | 44     | 121  | 5  | 8,8  |
| 8    | Oh Yong-ran           | Corée du Sud | 35,9 % | 83     | 231  | 8  | 10,4 |
| 9    | Sabine Englert        | Allemagne    | 34,5 % | 30     | 87   | 5  | 6,0  |
| 10   | Katalin Pálinger      | Hongrie      | 33,4 % | 108    | 323  | 8  | 13,5 |

## Arbitres
La Fédération internationale de handball (IHF) a sélectionné 15 binômes d'arbitres pour les deux tournois :
- Jesus Nilson Aires Menezes et Rogério Aparecido Pinto
- Renārs Līcis et Zigmārs Stoļarovs
- F. Liu et S. Liu
- Mirosław Baum (2) et Marek Góralczyk (2)
- Martin Gjeding et Mads Hansen
- Constantin Din et Sorin-Laurenţiu Dinu
- Moustafa Elmoamli et Shaban Mohamed Shaban Ali
- Igor Chernega et Viktor Poladenko
- Vicente Breto (2) et José Antonio Huelin (2)
- Nenad Krstić et Peter Ljubič
- Gilles Bord (2) et Olivier Buy (2)
- Rickard Canbro et Mikael Claesson
- Frank Lemme (de) (2) et Bernd Ullrich (de) (2)
- Aleksander Liudowyk et Valentyn Vakula
- Mohsen Karbas-Chi et Majid Kolahdouzan

Quatre paires ont précédemment participé à des Jeux olympiques, à Athènes en 2004.

## Tableau des médailles
| Rang | Nation       | Or | Argent | Bronze | Total |
| ---- | ------------ | -- | ------ | ------ | ----- |
| 1    | Norvège      | 1  |        |        | 1     |
| 1    | France       | 1  |        |        | 1     |
| 3    | Russie       |    | 1      |        | 1     |
| 3    | Islande      |    | 1      |        | 1     |
| 5    | Corée du Sud |    |        | 1      | 1     |
| 5    | Espagne      |    |        | 1      | 1     |

### Ouvrage de référence
- Beijing 2008 - Handball - Official Results Book, Fédération internationale de handball, 24 août 2008, 526 p. (lire en ligne)

1. ↑  Official Results Book - Médaillés hommes, p. 260.
2. ↑  Official Results Book - Médaillés femmes, p. 2.
3. ↑  Official Results Book - Statistiques individuelles hommes, p. 512.
4. ↑  Official Results Book - Statistiques de gardiens de buts, p. 511.
5. ↑  Official Results Book - Statistiques individuelles femmes, p. 255.
6. ↑  Official Results Book - Statistiques de gardiennes de but, p. 254.

### Autres références
1. ↑  Il s'agit de la 10e apparition à 7 joueurs et en salle mais la 11e apparition du handball masculin aux Jeux olympiques, la première (en 1936) s'étant jouée à 11 joueurs et en plein air.
2. ↑  (en) « Finalists predominant in Men's Olympic All-Star Team », sur Site officiel de l'IHF, 22 juillet 2008 (consulté le 20 novembre 2019).
3. ↑  [PDF] « History of the Olympic Games », Fédération internationale de handball (consulté le 20 novembre 2019), p. 51.
4. ↑  [PDF] « History of the Olympic Games », Fédération internationale de handball (consulté le 20 novembre 2019), p. 53.
5. ↑  « Arbitres aux Jeux olympiques (1936-2012) » [PDF], Fédération internationale de handball (consulté le 19 mai 2022).